# Ricky Steamboat
Richard Henry Blood Sr. mer känd under ringnamnet Ricky Steamboat, född 28 februari 1953 i West Point, New York. Han är en pensionerad, Hall of Fame-invald, amerikansk fribrottare. Han är mest känd för sin tid i World Wrestling Federation (WWF) och World Championship Wrestling (WCW).
Steamboat är känd som en av de bästa fribrottarna i sin era.[källa behövs] Han vann "Match of the Year" av Wresling Oberver Newsletter både 1987 och 1989.
Hans match mot Randy Savage på Wrestlemania III sägs av många vara den match som förde in fribrottningen i de banor de nu följer..